# Папроти
Папроти (пол. Paproty) — село в Польщі, у гміні Малехово Славенського повіту Західнопоморського воєводства.
Населення — 187 осіб (2011).
У 1975-1998 роках село належало до Кошалінського воєводства.

## Демографія
Демографічна структура станом на 31 березня 2011 року:
|          | Загалом | Допрацездатний вік | Працездатний вік | Постпрацездатний вік |
| -------- | ------- | ------------------ | ---------------- | -------------------- |
| Чоловіки | 87      | 20                 | 63               | 4                    |
| Жінки    | 100     | 18                 | 69               | 13                   |
| Разом    | 187     | 38                 | 132              | 17                   |